# Joaquín Campos (escritor)
Joaquín Campos Málaga, España, 28 de febrero de 1974, chef y escritor español de prosa y poesía. 
Es conocido por sus diarios «"David contra Global: Los diarios de Joaquín Campos", por Antonio Orihuela». entreletras.eu. y sus colaboraciones en diversos medios como La Razón, El Confidencial o El Imparcial donde viene ejerciendo el periodismo de investigación. 
Con motivo del Caso Sancho, el asesinato ocurrido en agosto de 2023 en el que Daniel Sancho, hijo del conocido actor Rodolfo Sancho mató y descuartizó al ciudadano colombiano Edwin Arrieta, ha acudido colaborado en varias ocasiones con canales de Youtube como el de Triun Arts que han estado tratando el caso de manera más objetiva y menos amarillista que los medios de comunicación tradicionales, donde se ha ejercido un blanqueamiento del asesino llegando a mentir sobre la víctima.  
Ahora mismo se le puede leer en semanalmente en Hercules Diario  donde ha desgranado este caso, así como el documental que la plataforma MAX ha emitido recientemente. Sigue colaborando en numerosos canales de Youtube y está escribiendo un libro sobre el caso que saldrá a la venta en el próximo mes de diciembre.

## Biografía
Sin estudios formales, Joaquín Campos comienza su carrera literaria con la publicación de Faltan moscas para tanta mierda en 2014. En dicha novela, basada en hechos reales, narra la vida de su alter ego Rodrigo Mochales, quien, de un modo explícito, desmenuza los entresijos de la realidad china que desde los medios se esmeran profusamente en ocultar. En 2015 ven la luz, de manera simultánea, su segunda obra en prosa, Doble ictus, donde realiza una autopsia literaria a la relación amorosa que mantuvo con una abogada criminalista americana en Nom Pen, Camboya, junto a su primer poemario: Cartas a Thompson (Island). En 2016, y tras entrevistar a Artur Segarra, a la postre presunto asesino de David Bernat —reportaje que el 9 de febrero de 2016 apareció en la portada del diario El Mundo—, recibe el encargo de investigar y escribir lo que terminaría resultando La verdad sobre el caso Segarra. Algunos de sus relatos y poemas han visto la luz en diversas revistas culturales como Turia. Durante varios años colaboró periódicamente en el reputado portal literario FronteraD por medio de una bitácora (Contar lo que no puedo contar) donde firmaba reportajes literarios con cierto aroma de periodismo destemplado. A comienzos de 2017 vio la luz su segundo poemario, Maëlys y todas las mujeres, y en este mismo año, en el mes de octubre, su primer libro de relatos, Veinte brotes. En junio de 2018 salió publicado su tercer libro de poemas, Catres. En abril de 2019 llega las librerías la última novela escrita por Joaquín Campos, titulada Últimas esperanzas, la cual se desarrolla principalmente en la isla de Manhattan, Nueva York, ciudad donde fue gestada. En marzo de 2020, coincidiendo con una pandemia global cuyo nacimiento y exportación tiene su origen en China, aparece su último poemario, titulado, Poeta en Pekín. También en 2020 vio la luz su más reciente obra, el poemario Demasiado humano. En 2021 publica Ajuste de cuentas, su primer diario, donde desnuda a la industria editorial y a los escritores actuales además de a sí mismo.

## Estilo
Su prosa, políticamente incorrecta, visceral, y de marcada índole autobiográfica y sexual, está escrita siempre en primera persona, haciendo obvio para el lector que él mismo es el protagonista de sus narraciones. Su poesía, de estilo libre y alejada de rimas, se aboca al amor y el sexo a través de un lenguaje crudo.

## Obra

### Narrativa
- Faltan moscas para tanta mierda, Editorial Renacimiento, 2014.
- Doble Ictus, Editorial Renacimiento, 2015.
- La verdad sobre el caso Segarra, Los Libros de FronteraD, 2016.
- Veinte brotes, Editorial Renacimiento, 2017.
- Últimas esperanzas, Editorial Renacimiento, 2019.
- Ajuste de cuentas, Editorial Sr. Scott Libros, 2021.
- Pedagogía, Editorial Sr. Scott Libros, 2023.
- Avenida, Editorial Sr. Scott Libros, 2024.
- Muerte en Tailandia, La Esfera de los libros, 2025.

### Poesía
- Cartas a Thompson (Island), Editorial Renacimiento, 2015.
- Maëlys y todas las mujeres, Canalla Ediciones, 2017.
- Catres, Editorial Renacimiento, 2018.
- Poeta en Pekín, Editorial Renacimiento, 2020.
- Demasiado humano, Editorial Sr. Scott Libros, 2020.
- Diccionario, Editorial Sr. Scott Libros, 2022.

### Libros colectivos que incluyen su obra
- Antolojía. Cinco años contra el ruido, FronteraD, 2015.
- Relatos enredados, Editorial Huacanamo, 2017.
- La casa del poeta, Trampa Ediciones, 2021.